# New Phytologist
New Phytologist (abreviado New Phytol.) es una revista con ilustraciones y descripciones botánicas que es editada en Londres desde el año 1902 hasta ahora, con el nombre de New Phytologist; a British Botanical Journal. 